# Chung kết Cúp bóng đá Đức 2015
Chung kết Cúp bóng đá Đức 2015 (hay Chung kết DFB-Pokal 2015) là trận đấu quyết định nhà vô địch của Cúp bóng đá Đức 2014–15, mùa giải thứ 98 trong giải đấu cúp bóng đá hàng đầu của Đức. Trận đấu diễn ra ngày 30 tháng 5 năm 2015 tại sân vận động Olympiastadion ở Berlin.
Borussia Dortmund, á quân trận chung kết trước, đối đầu VfL Wolfsburg, đội bóng giành chiến thắng để đoạt danh hiệu đầu tiên của họ, với bốn bàn thắng ghi trong hiệp một.
Với vị thế những nhà vô địch, họ chạm trán nhà vô địch Bundesliga 2014-15 trong trận Siêu cúp bóng đá Đức 2015 và cuối cùng giành chiến thắng trên loạt sút lân lưu. Wolfsburg cũng đủ điều kiện góp mặt ở vòng bảng của UEFA Europa League 2015-16; đây là mùa giải đầu tiên á quân của cúp không đủ điều kiện tham dự Europa League nếu đội vô địch đủ điều kiện tham dự UEFA Champions League qua thứ hạng của họ ở giải vô địch quốc gia.

## Thông tin trước trận đấu
Đây là trận chung kết thứ bảy của Dortmund và họ có một kỷ lục bảy chiến thắng (gần nhất khi đối đầu Bayern năm 2012) và ba thất bại (gần nhất trước chính đối thủ trên hai năm trước). Lần xuất hiện đầu tiên và duy nhất của Wolfsburg là vào năm 1995 khi đội để thua 0-3 trước Borussia Mönchengladbach. Đây cũng là trận đấu cuối cùng của huấn luyện viên trưởng Dortmund, ông Jürgen Klopp sau bảy năm dẫn dắt đội bóng.

## Đường đến chung kết
| Dortmund            | Dortmund      | Vòng đấu                | Wolfsburg         | Wolfsburg     |
| ------------------- | ------------- | ----------------------- | ----------------- | ------------- |
| Đối thủ             | Kết quả       | Cúp bóng đá Đức 2014–15 | Đối thủ           | Kết quả       |
| Stuttgarter Kickers | 4–1           | Vòng 1                  | SV Darmstadt 98   | 0–0 (5–4 p.đ) |
| FC St. Pauli        | 3–0           | Vòng 2                  | 1. FC Heidenheim  | 4–1           |
| Dynamo Dresden      | 2–0           | Vòng 3                  | RB Leipzig        | 2–0           |
| TSG 1899 Hoffenheim | 3–2 (s.h.p.)  | Tứ kết                  | SC Freiburg       | 1–0           |
| Bayern Munich       | 1–1 (2–0 p.đ) | Bán kết                 | Arminia Bielefeld | 4–0           |

### Borussia Dortmund

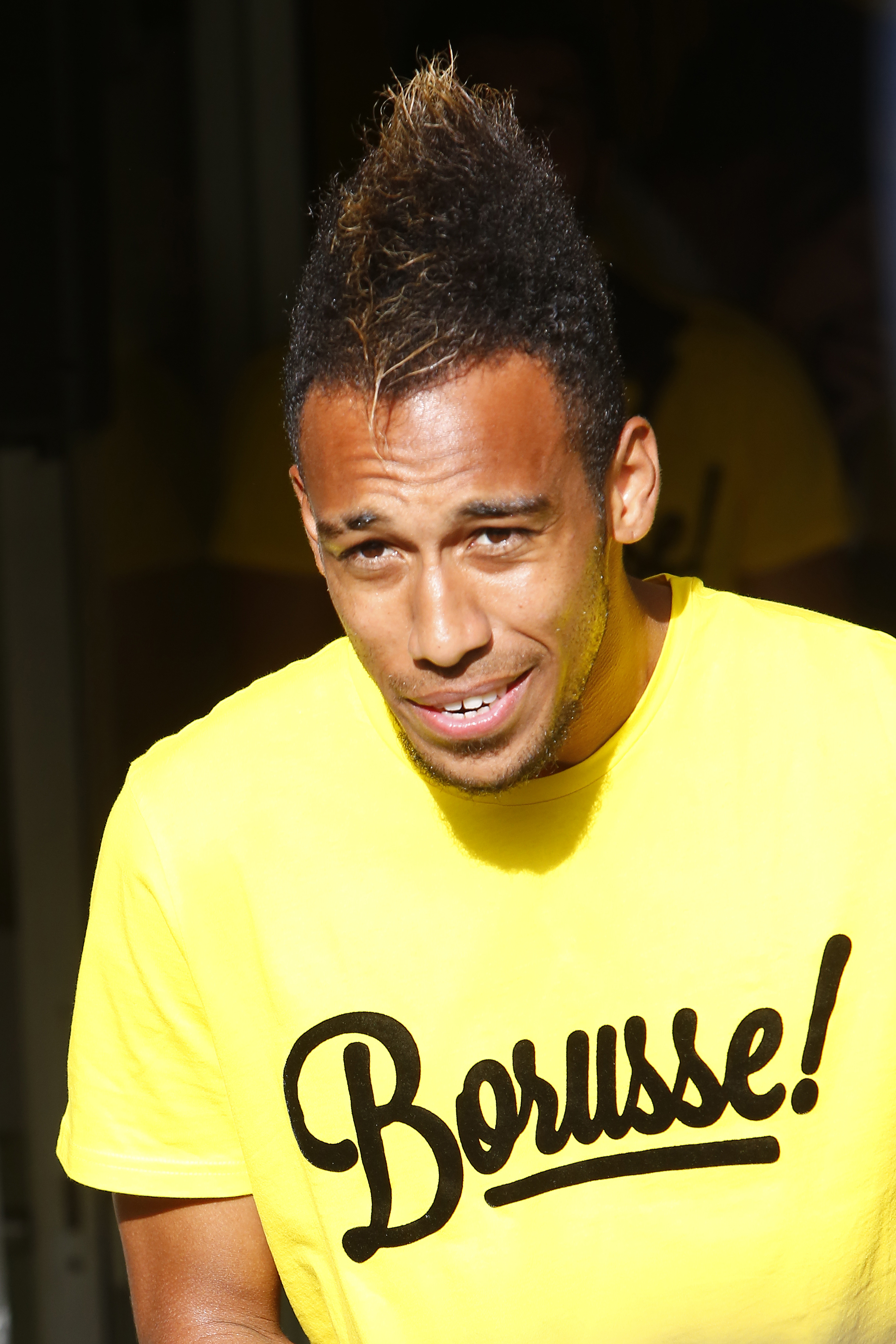
Pierre-Emerick Aubameyang đã ghi bốn bàn thắng trong chiến dịch của Dortmund đến trận chung kết, bao gồm cả trận hòa của đội ở vòng bán kết.

Borussia Dortmund bắt đầu giải đấu ở vòng một vào ngày 17 tháng 8 năm 2014 khi làm khách trước câu lạc bộ 3. Liga Stuttgarter Kickers và giành chiến thắng 4-1 với các bàn thắng của Henrikh Mkhitaryan, Pierre-Emerick Aubameyang (2) và Adrián Ramos. Ngày 28 tháng 10, họ tiếp tục chơi trên sân khách ở vòng hai tiếp đón FC St. Pauli của 2. Bundesliga, giành thắng lợi 3-0 với những pha lập công của Ciro Immobile, Marco Reus và Shinji Kagawa. Vòng ba diễn ra ngày 3 tháng 5 năm 2015 một lần nữa là chuyến làm khách của Dortmund trước đội hạng ba Dynamo Dresden, nơi họ thắng 2-0 nhờ cú đúp của Immobile ở hiệp hai sau khi mất Reus vì chấn thương ở hiệp một.
Trận sân nhà đầu tiên của Dortmund trong giải đấu đến ở vòng tứ kết vào ngày 7 tháng 4, khi họ chạm trán đội bóng tốp đầu đầu tiên TSG 1899 Hoffenheim. Họ vươn lên dẫn trước khi trung vệ Neven Subotić vô lê từ quả đá phạt góc mở tỉ số, nhưng hai phút sau Kevin Volland đã gỡ hòa từ quả vô lê của riêng anh. Ngay sau đó, sai lầm của trung vệ Neven Subotić đưa Hoffenheim vượt lên dẫn trước. Trong hiệp thứ hai Aubameyang cân bằng tỉ số cho Dortmund bằng pha đánh đầu từ đường chuyền của Erik Durm. Trận đầu bước vào hiệp phụ, trong đó Sebastian Kehl ghi một bàn thắng vô lê tầm xa tuyệt đẹp, đem về chiến thắng cho đội bóng vàng-đen. Ngày 28 tháng 4, Dortmund tới Allianz Arena để đối đầu Bayern Munich ở vòng bán kết, tái hiện trận chung kết mùa giải năm ngoái. Đội chủ nhà vươn lên dẫn trước nhờ Robert Lewandowski, người họ từng ký hợp đồng từ Dortmund vào mùa hè, nhưng đội bóng vàng-đen cân bằng tỉ số chỉ 15 phút sau với pha kết thúc của Aubameyang sau đường chuyền của Mkhitaryan. Trận đấu bước vào loạt đá luân lưu, trong khi cả bốn chân sút của Bayern bao gồm cả thủ thành Manuel Neuer đều đá trượt thì riêng İlkay Gündoğan và Kehl của Dortmund ghi bàn, đưa đội tiến vào chung kết.

### VfL Wolfsburg
Giống như Dortmund, Vfl Wolfsburg cũng đang chơi tại Bundesliga, bắt đầu vòng một trên sân khách tiếp đón câu lạc bộ 2. Bundesliga SV Darmstadt 98 vào ngày 17 tháng 8. Sau trận cầu không bàn thắng, họ thắng trên chấm luân lưu: Naldo bỏ lỡ loạt sút đầu tiên, nhưng Maurice Exslager và Milan Ivana bên phía đội chủ nhà cũng đá trượt. Sau đó "Sói xanh" (biệt danh của Wolfsburg) giành thắng lợi 4-1 trên sân nhà trước đội hạng hai 1. FC Heidenheim ở vòng hai: mặc dù Marc Schnatterer bị các vị khách làm thủng lưới trước nhưng họ đã đáp trả với những bàn thắng của Daniel Caligiuri, Bas Dost và Luiz Gustavo (2). Ở vòng ba ngày 4 tháng 3, đội bóng tới Red Bull Arena và vùi dập câu lạc bộ 2. Bundesliga RB Leipzig 2-0 nhờ bàn thắng ở mỗi hiệp của Caligiuri và Timm Klose.
Ở vòng tứ kết ngày 7 tháng 4, Wolfsburg tiếp đối thủ tốp đầu đầu tiên SC Freiburg. Ở hiệp hai, Caligiuri bị Julian Schuster phạm lỗi trong vòng cấm, giúp Ricardo Rodríguez ghi bàn thắng duy nhất của trận đấu trên chấm phạt đền vào lưới Roman Bürki. Sói xanh chơi trận sân khách đối đầu đội hạng ba DSC Arminia Bielefeld ở vòng bán kết 22 ngày sau đó. Wolfsburg đại thắng 4-0 với cú đúp của Maximilian Arnold và những pha lập công của Luiz Gustavo và Ivan Perišić.

## Thông tin trận đấu

### Trang phục
Tiền vệ của Wolfsburg Junior Malanda đã qua đời trong một tai nạn xe hơi vào tháng 1 năm 2015. Để tưởng nhớ anh, đội đã mặc những chiếc áo sơ mi với số áo 19 của anh bên trong một trái tim.

### Kết quả chi tiết
| Borussia Dortmund | 1–3      | VfL Wolfsburg                               |
| ----------------- | -------- | ------------------------------------------- |
| Aubameyang 5'     | Chi tiết | Luiz Gustavo 22' · De Bruyne 33' · Dost 38' |

| Borussia Dortmund | Wolfsburg |

| TM               | 22 | Mitchell Langerak         |     |     |
| HV               | 37 | Erik Durm                 |     | 68' |
| HV               | 4  | Neven Subotić             |     |     |
| HV               | 15 | Mats Hummels (c)          |     |     |
| HV               | 29 | Marcel Schmelzer          | 84' |     |
| TV               | 5  | Sebastian Kehl            |     | 68' |
| TV               | 8  | İlkay Gündoğan            |     |     |
| TV               | 10 | Henrikh Mkhitaryan        | 61' |     |
| TV               | 7  | Shinji Kagawa             |     |     |
| TV               | 11 | Marco Reus                |     | 79' |
| TĐ               | 17 | Pierre-Emerick Aubameyang |     |     |
| Dự bị:           |    |                           |     |     |
| TM               | 1  | Roman Weidenfeller        |     |     |
| HV               | 25 | Sokratis Papastathopoulos |     |     |
| HV               | 26 | Łukasz Piszczek           |     | 68' |
| HV               | 28 | Matthias Ginter           |     |     |
| TV               | 6  | Sven Bender               |     |     |
| TV               | 16 | Jakub Błaszczykowski      |     | 68' |
| TĐ               | 9  | Ciro Immobile             |     | 79' |
| Huấn luyện viên: |    |                           |     |     |
| Jürgen Klopp     |    |                           |     |     |

| TM               | 1  | Diego Benaglio (c) |       |     |
| HV               | 8  | Vieirinha          | 90+3' |     |
| HV               | 5  | Timm Klose         |       |     |
| HV               | 25 | Naldo              |       |     |
| HV               | 34 | Ricardo Rodríguez  |       |     |
| TV               | 27 | Maximilian Arnold  |       | 81' |
| TV               | 22 | Luiz Gustavo       |       |     |
| TV               | 7  | Daniel Caligiuri   |       | 85' |
| TV               | 14 | Kevin De Bruyne    | 88'   |     |
| TV               | 9  | Ivan Perišić       |       | 74' |
| TĐ               | 12 | Bas Dost           |       |     |
| Dự bị:           |    |                    |       |     |
| TM               | 20 | Max Grün           |       |     |
| HV               | 4  | Marcel Schäfer     |       |     |
| HV               | 15 | Christian Träsch   |       | 85' |
| HV               | 31 | Robin Knoche       |       |     |
| TV               | 17 | André Schürrle     |       | 81' |
| TV               | 23 | Josuha Guilavogui  |       | 74' |
| TĐ               | 3  | Nicklas Bendtner   |       |     |
| Huấn luyện viên: |    |                    |       |     |
| Dieter Hecking   |    |                    |       |     |

| - Trợ lý trọng tài: - Mark Borsch (Mönchengladbach) - Stefan Lupp (Zossen) - Trọng tài thứ tư: - Robert Hartmann (Wangen im Allgäu) | Luật chơi - 90 phút chính thức. - 30 phút đá hiệp phụ nếu tỷ số hòa trong thời gian thi đấu chính thức. - Đá luân lưu 11 m nếu hòa trong cả thời gian thi đấu chính thức và hiệp phụ. - 7 cầu thủ trên ghế dự bị. - Tối đa 3 quyền thay người. |